# 이하라 제타 함수
수학에서 이하라 제타 함수(영어: Ihara zeta function)는 유한 그래프와 관련된 제타 함수이다. 이 함수는 셀베르그 제타 함수 와 매우 유사하며 인접 행렬의 스펙트럼에 그래프의 순환을 관련시키는 데 사용된다. 이하라 제타 함수는 1960년대 일본의 수학자 이하라 야스타카가 2x2 p-진 특수 선형군의 이산 부분 군의 맥락에서 처음 정의했다. 장-피에르 세르는 그의 저서 Trees 에서 이하라의 원래 정의를 그래프 이론적으로 재해석할 수 있다고 제안했다. 이 제안을 1985년에 실행에 옮긴 것은 스나다 토시카즈였다. 스나다가 관찰한 바와 같이 정규 그래프는 이하라 제타 함수가 리만 가설과 대응되는 명제를 충족하는 경우에만 라마누잔 그래프이다.

## 정의
이하라 제타 함수는 다음 무한 곱의 해석적 연속으로 정의된다.
{\displaystyle \zeta _{G}\left(u\right)=\prod _{p}{\frac {1}{1-u^{\mathrm {L} (p)}}}}
이 곱은 그래프 {\displaystyle G=(V,E)}의 모든 닫힌 소 측지선 {\displaystyle p}에 대한 곱이다. 여기서 순환 회전에 의해 다른 측지선은 동일한 것으로 본다. {\displaystyle G}의 닫힌 측지선 (그래프 이론에서 순환이라는 이름으로 알려짐) {\displaystyle p}는 다음 조건이 성립하는 꼭지점들로 이뤄진 유한 열 {\displaystyle p=(v_{0},\ldots ,v_{k-1})}이다:
{\displaystyle (v_{i},v_{(i+1){\bmod {k}}})\in E,}
{\displaystyle v_{i}\neq v_{(i+2){\bmod {k}}}.}
정수 {\displaystyle k}는 {\displaystyle p}의 길이 {\displaystyle L(p)}이다.  닫힌 측지선을 {\displaystyle m}번({\displaystyle m>1}) 반복하여 얻을 수 없는 닫힌 측지선 {\displaystyle p}를 소 측지선이라고 한다.
이 그래프 이론적 정의는 스나다가 하였다.

## 이하라의 공식
이하라(및 그래프 이론적 정의의 스나다)는 정규 그래프의 경우 제타 함수가 유리 함수임을 보여주었다. 만약에 {\displaystyle G}가 {\displaystyle q+1}-인접 행렬 {\displaystyle A}를 가지는 정규 그래프이면
{\displaystyle \zeta _{G}(u)={\frac {1}{(1-u^{2})^{r(G)-1}\det(I-Au+qu^{2}I)}}\ }
여기서 {\displaystyle r(G)}는 {\displaystyle G}의 회로 랭크이다. {\displaystyle G}가 연결되어 있고 {\displaystyle n}개의 꼭지점을 가지면, {\displaystyle r(G)-1=(q-1)n/2} .
이하라 제타 함수는 항상 그래프 다항식의 역수이다:
{\displaystyle \zeta _{G}(u)={\frac {1}{\det(I-Tu)}}~,}
여기서 {\displaystyle T}는 기이치로 하시모토의 모서리 인접 연산자이다. 하이먼 배스는 인접 연산자와 관련된 결정 공식을 제공했다.

## 응용
이하라 제타 함수는 자유군, 스펙트럼 그래프 이론, 동적 계 이론, 특히 기호 동적 계 연구에서 중요한 역할을 한다. 여기서 이하라 제타 함수는 루엘 제타 함수의 예이다.